# 412
El 412 (CDXII) fou un any de traspàs començat en dilluns del calendari julià.

## Esdeveniments
- Els visigots conquereixen part de les terres gal·les.[1]
- Concili a Cartago.[2]
- Ciril I d'Alexandria succeeix al seu oncle Teòfil d'Alexandria com a patriarca.[3]